# La Gruyère
La Gruyère est un journal suisse de langue française édité à Bulle, fondé en 1882. Il paraît sous forme de tri-hebdomadaire depuis 1928.

## Histoire
La première édition de ce journal, dont la thématique principale est le sud du canton de Fribourg, est parue le 7 octobre 1882. La Gruyère paraît alors le samedi, de manière hebdomadaire. Le journal devient bihebdomadaire en décembre 1888, puis adopte sa périodicité finale en 1928 avec une parution tri-hebdomadaire, les mardi, jeudi et samedi. La rédaction est composée de 15 personnes et son rédacteur en chef est François Pharisa, depuis le 1er septembre 2018 ,.

## Lectorat
En 2009, La Gruyère est tirée à 14 500 exemplaires et comptabilise 34 000 lecteurs.